# Silvia Dionisio
Silvia Dionisio (Roma, 28 de setembre de 1951) és una actriu italiana que va aparèixer en diverses pel·lícules en la dècada de 1970.
Nascuda a Roma, Dionisio va fer el seu debut al món de cinema quan només tenia catorze anys, a Darling. Segueix un carrera en mediocres pel·lícules italianes musicals, juntament amb cantants com Mario Tessuto, Gianni Dei, Little Tony i Mal. En una d'aquestes pel·lícules va conèixer el director Ruggero Deodato, amb qui es casarà. La parella va tenir un fill, Saverio Deodato-Dionisio, que va treballar com a actor.
El 1975 Dionisio va ser la protagonista de Ondata di piacere, l'única pel·lícula veritablement eròtica de la seva carrera, dirigida per Deodato. El mateix any, va fer de l'amant d'Ugo Tognazzi a la comèdia Amici miei, de Mario Monicelli. A final dels anys 1970 va actuar en diverses pel·lícules d'acció o sexuals, però a principi dels anys 1980 va deixar el cinema.
La seva última aparició va ser en un anunci de licor, dirigida per Federico Fellini.

## Filmografia
- Rita the Mosquito (1966)
- Pronto... c'è una certa Giuliana per te (1967)
- The Young, the Evil and the Savage (1968)
- Police Chief Pepe (1969)
- Pensiero d'amore (1969)
- Infantesa, vocació i primeres experiències d'en Giacomo Casanova (Giacomo Casanova: Childhood and Adolescence) (1969)
- A Girl Called Jules (1970)
- The Swinging Confessors (1970)
- L'arquer de Sherwood (The Scalawag Bunch) (1971)
- Blood for Dracula (1974)
- Amics meus (My Friends) (1975)
- Live Like a Cop, Die Like a Man (1976)
- Cites d'amor (1976)
- Il comune senso del pudore (1976)
- Bloody Payroll (1976)
- Fear in the City (1976)
- Il... Belpaese (1977)
- Il marito in collegio (1977)
- Lobster for Breakfast (1979)
- Terror Express (1979)
- Crimebusters (1976)
- Ciao marziano (1980)
- Murder Obsession (1981)